# سوق متخصص
السوق المتخصص هي مجموعة فرعية من السوق تركز على منتج معين. وبالتالي، تحدد هذه السوق سمات المنتج الخاصة التي تهدف إلى تلبية احتياجات السوق المحددة، فضلاً عن النطاق السعري وجودة الإنتاج والشريحة السكانية المُستهدفة. وهي أيضًا شريحة صغيرة من السوق. فعلى سبيل المثال، تستهدف القنوات الرياضية مثل: ستار سبورتس وإي إس بي إن وستار كريكت وفوكس فئة عُشاق الرياضة.
ويُمكن التعرف على كل منتج من خلال سوقه المُتخصصة. وكمُلاحظة خاصة، يُقال إن المنتجات التي تستهدف شريحة سكانية واسعة النطاق من الجمهور وبالسعر المنخفض الناتج عن مرونة سعر الطلب تنتمي إلى الاتجاه السائد المتخصص—في الممارسة ويُشار إليها فقط باسم أسواق الاتجاه السائد أو الأسواق ذات الطلب المرتفع. تؤدي الشرائح السكانية الأضيق إلى ارتفاع الأسعار بسبب نفس المبدأ وهو مرونة سعر الطلب. وإن جاز التعبير، فإن السوق المُتخصصة هي سوق عالية التخصص تهدف إلى البقاء والاستمرار في ظل أجواء المنافسة بين العديد من الشركات المرموقة. كذلك، فإن الشركات الراسخة في السوق تقوم أيضًا بابتكار منتجات تستهدف فئات مختلفة، على سبيل المثال، فإن شركة هوليت-باكارد لديها أجهزة متعددة الوظائف لإجراء مهام الطباعة والمسح الضوئي والفاكسات التي تستهدف فئة المكاتب المنزلية، كما أنها في نفس الوقت تنتج أجهزة منفصلة لكل واحدة من هذه الوظائف تستهدف الشركات الكبيرة.
في الممارسة العملية للمهنة، يُشار إلى كلٍ من المنتج والبائعين والشركات التجارية عمومًا باسم مقدمي منتجات الاتجاه السائد أو مقدمي منتجات السوق المُتخصصة ذات الشرائح السكانية ضيقة النطاق (تُختصر بالعامية فقط إلى مقدمي منتجات السوق المُتخصصة). ويُفضل أصحاب رؤوس الأموال الصغيرة عادةً السوق المُتخصصة ذات الشرائح السكانية ضيقة النطاق كمعيارٍ لزيادة هوامشهم من الأرباح المالية.
مع ذلك، فإن جودة المنتج النهائي (منخفضة أو عالية) لا تعتمد على مرونة سعر الطلب؛ حيث ترتبط بشكلٍ أكبر بالاحتياجات المحددة التي يهدف المنتج إلى تلبيتها، وفي بعض الحالات، بأشكال تقدير الماركة التجارية (مثل المكانة والإفادة وتوفير الأموال والتكلفة المرتفعة والتأثير البيئي والقوة،  إلخ).

## الجمهور المُتخصص
تغيرت التكنولوجيا والعديد من الممارسات الصناعية مع بداية عصر ما بعد الشبكة. وهناك حافزٌ جديدٌ للجماهير المُتخصصة بسبب زيادة سيطرة ما يشاهدونه عليهم عن ذي قبل. ومن النادر وجود أعداد غفيرة من الجمهور تشاهد برنامجًا في آنٍ واحدٍ، مع وجود استثناءات قليلة مثل دورة الألعاب الأوليمبية. ومع ذلك، تستهدف الشبكات شرائح سكانية معينة. فعلى سبيل المثال، شبكة لايف تايم تستهدف النساء وإم تي في تستهدف الشباب. وفي سياق هذه السيطرة المتزايدة على المشاهد، تحاول الشبكات وشركات الإنتاج اكتشاف طرقٍ للربح من خلال تحديد مواعيد جديدة للبرامج وبث عروض جديدة مع الاعتماد على الاشتراك. ويسمح تطبيق «الإذاعة المحدودة» هذا أيضًا للمعلنين باكتساب جمهور مباشر أكثر من أجل رسائلهم.
في صناعة الأزياء، هناك اتجاه متزايد نحو تجهيز أماكن خاصة داخل المتاجر الكبيرة لعرض الماركات التجارية المُتخصصة من أجل جذب شرائح سكانية جديدة.

## التسويق المتخصص على الإنترنت
من الأساليب المستخدمة كثيرًا بالنسبة لجهات التسويق التابعة هي الشرائح المُتخصصة المعتمدة على الإنترنت للأسواق الأكبر حجمًا، ويُشار إليها باسم القطاعات المتخصصة. فأي موقع إلكتروني يمكن تطويره وترويجه سريعًا ليخدم قاعدة العملاء المستهدفين، مما يمنح جهات التسويق التابعة مصدرًا للإيرادات يتميز باستمراريته رغم ضآلة أرباحه. ويمكن تكرار هذا الأسلوب فيما بعد عبر العديد من المواقع المُتخصصة الأخرى الإلكترونية. وللعلم فإن المنتجات المتخصصة تكون أكثر صعوبة في التسويق نظرًا لتزايد تكلفة الإعلانات على الإنترنت وفقًا لشعبية الكلمات الرئيسية المُستخدمة (على موقع «أدووردز» مثلاً).
قد تصبح بعض الأسواق المتخصصة مشبعة بجهات التسويق مما يزيد من حدة المنافسة وبذلك تقل شريحة الأرباح المتاحة لكل منافس. والحل الوحيد هو إيجاد أسواق متخصصة أصغر حجمًا «لم يتم اكتشافها بعد» حيث تكون مربحة أيضًا، ويتم ذلك عادةً من خلال البحث عن أفضل الكلمات الرئيسية التي تستهدف قطاعات أكبر. وتعرف هذه الكلمات الرئيسية الأقل تكلفة باسم الكلمات الرئيسية ذات المقاطع الطويلة وهي الكلمات التي عادةً ما تتبع الكلمة الرئيسية الأساسية في شعبية عدد عمليات البحث التي يقوم بها مستخدمو الإنترنت. وبسبب عدم وضوح بعض هذه الكلمات الرئيسية نتيجةً لقلة عدد النقرات عليها شهريًا، فإن الحيلة تكمن في العثور على المناسب من تلك الكلمات الرئيسية لاستهدافها.